# 鋳鉄
鋳鉄（ちゅうてつ、いてつ）とは、
1. 通俗的には、鉄を使った鋳物製品全般、またそこに用いられている鉄のこと。
2. 学術・産業上は、炭素 Cを2.14 - 6.67%、ケイ素 Siを約1 - 3%の範囲で含む鉄 Feの三元合金からなる炭素を多く包含する鋼の意味。

以下、後者について解説する。

## 概要
Fe-C（2成分系）状態図の共晶点（炭素含有量4.2 - 4.3%）付近で融点が低いため、溶融させた金属を型に流し込み製造する工程の鋳造に用いられる。銑鉄に比べてケイ素Siを多く（約1 - 3%）含有しているものが用いられることが多い。
鋳鉄は多くの炭素を含むため、組織の中にグラファイト（黒鉛）が晶出する。晶出する黒鉛の形状は、冷却速度や、合金成分によってかわり、それによって強度が変化する。ねずみ鋳鉄（普通鋳鉄）では黒鉛が片状に析出するため、伸びがなく硬くて脆い。一方で黒鉛が球状に析出させるように工夫して靭性を向上させたものが、ダクタイル鋳鉄（球状黒鉛鋳鉄）などである。
また凝固材料は一般的に、凝固収縮に伴う様々な欠陥を生じる。鋳鉄の場合、凝固収縮を黒鉛の晶出が相殺して軽く膨張するといった性質や、アルミニウムと違い比重が重いことによる静水圧による健全効果から、理想的鋳造材料ともいえ、巨大構造体への使用はいまだ衰えることはない。
なお2.14%未満の炭素しか含まない鋳造用の鉄鋼材料は、鋼の一種として鋳鋼に分類され、鋳鉄とは区別される。

## 鋳鉄の種類
鋳鉄は、炭素の状態によって、ねずみ鋳鉄・白鋳鉄・まだら鋳鉄の三つに大別できる。以下に鋳鉄のおもな種類を示す。
- 通常の鋳鉄
  - ねずみ鋳鉄：グラファイト（黒鉛）が片状で破断面がねずみ色。普通鋳鉄ともいう。
  - 白鋳鉄：鉄の炭化物であるセメンタイトが析出して破断面が白い。
  - まだら鋳鉄：ねずみ鋳鉄と白鋳鉄の混合型。

- 強化した鋳鉄
  - 強靭鋳鉄：片状黒鉛を細かくして、かつ丸みを帯びるように改良することで、強靭にしたもので、通常の鋳鉄以外のもの。
  - 球状黒鉛鋳鉄：マグネシウムMg、セリウムCe などを加えて黒鉛を球状化したもの。ノジュラー鋳鉄、ダクタイル鋳鉄ともいう。
  - コンパクテッドバーミキュラ鋳鉄（FCV）：球状黒鉛鋳鉄に近い組織と強度を持ち、鋳造性、機械加工性が良い。
  - 可鍛鋳鉄：白鋳鉄を熱処理したもの。（名前の通り鍛造出来るわけではなく、強く叩いても割れにくい。）
    - 黒心可鍛鋳鉄（FCMB）
    - 白心可鍛鋳鉄（FCMW）
    - パーライト可鍛鋳鉄（FCMP）

  - 合金鋳鉄：ニッケルNi、クロムCr、モリブデンMo などを含む。
    - 高クロム鋳鉄
    - 高ケイ素鋳鉄
    - ニレジスト（Ni-Cr-Cu鋳鉄）

## 成分比（CとSiの含有量）と鋳鉄の組織

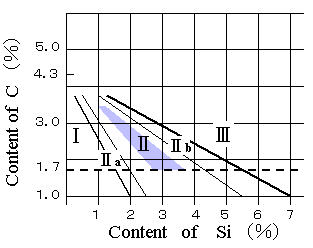
マウラーの組織図

鋳鉄は炭素量が多いと黒鉛（グラファイト）が晶出する。黒鉛は黒色をしており、炭素量の多い鋳鉄はその断面の色からねずみ鋳鉄と呼ばれる。
図は、マウラーの組織図と呼ばれるものをモデル的に描いたもので、鋳鉄の成分範囲と組織とを区分したものである。各領域と組織は下表のようになる。なお、鋳鉄の組織は冷却速度によっても変わる。
| 成分範囲                         | 組織                                 |
| -------------------------------- | ------------------------------------ |
| I の範囲：白鋳鉄                 | セメンタイト+パーライト              |
| IIa の範囲：まだら鋳鉄           | セメンタイト+パーライト+グラファイト |
| II の範囲：ねずみ鋳鉄            | パーライト+グラファイト              |
| IIb の範囲：ねずみ鋳鉄           | パーライト+グラファイト+フェライト   |
| III の範囲：ねずみ鋳鉄           | フェライト+グラファイト              |
| IIの色塗りの範囲：パーライト鋳鉄 | 安定したパーライト+グラファイト組織  |